# Alfredo Petrone
Alfredo Petrone (Montevideo, 26 de novembre de 1918) és un boxejador uruguaià de destacada participació en els Jocs Olímpics d'estiu de 1936.
El 1936 va ser eliminat al segon assalt de la categoria dels pesos gall, després de perdre el combat contra l'estatunidenc Jack Wilson.